# بول لانجفان
بول لانجفان (بالفرنسية: Paul Langevin)‏ ـ (ولد في باريس في 23 يناير 1872 وتوفي فيها في 19 ديسمبر 1946) هو عالم فيزياء فرنسي يرجع إليه الفضل في وضع «ديناميكيات لانجفان» و«معادلة لانجفان» التفاضلية. كان أحد مؤسسي «لجنة اليقظة للمفكرين المناهضين للفاشية» (بالفرنسية: Comité de vigilance des intellectuels antifascistes)‏، وهي منظمة مناهضة للفاشية تأسست في أعقاب أحداث الشغب التي قام بها اليمين المتطرف في 6 فبراير 1934. كما كان لانجفان أيضاً رئيساً لرابطة حقوق الإنسان الفرنسية (بالفرنسية: Ligue des droits de l'homme)‏ من 1944 إلى 1946، وذلك عقب انضمامه للحزب الشيوعي الفرنسي. دفن في مقبرة العظماء بباريس سنة 1948 ـ أي بعد حوالي عامين من وفاته ـ ودفن معه في نفس اليوم الفيزيائي جان بيرين (1870 - 1942) الحاصل على جائزة نوبل في الفيزياء عام 1926.
أدى كونه معارضًا علنيًا للفاشية في ثلاثينيات القرن الماضي إلى اعتقاله وإبقائه في الإقامة الجبرية في عهد الحكومة الفيشية لمعظم مدة الحرب العالمية الثانية.
كان طالب دكتوراه عند بيير كوري وصار حبيبًا لماري كوري في وقت لاحق، يُشتهر أيضًا ببراءتي الاختراع الأمريكيتين اللتين سجلهما بالشراكة مع قسطنطين تشيلوفسكي في عامي 1916 و1917 المتعلقتين باكتشاف الغواصات بالموجات فوق الصوتية. دُفن في مقبرة العظماء.

## حياته
ولد لانجفان في باريس، ودرس في مدرسة الفيزياء والكيمياء وفي المدرسة العليا للأساتذة. ارتاد بعدها جامعة كامبريدج ودرس في مختبر كافندش تحت إشراف السير جوزيف جون طومسون. عاد لانجفان إلى جامعة باريس وحصل على درجة الدكتوراه من بيير كوري في عام 1902. في عام 1904، عين أستاذًا للفيزياء في الكوليج دو فرانس. في عام 1926، أصبح مديرًا لمدرسة الفيزياء والكيمياء (التي أصبحت لاحقًا المدرسة العليا للفيزياء والكيمياء الصناعية في مدينة باريس، إي إس بّي سي آي باريس تيك)، حيث تلقى تعليمه. انتُخب في عام 1934 للأكاديمية الفرنسية للعلوم.
اشتُهر لانجفان بعمله على المغناطيسية المسايرة والمغناطيسية المعاكسة، واستنبط التفسير الحديث لهذه الظاهرة فيما يتعلق بدوران الإلكترونات داخل الذرات. كان أشهر أعماله استخدام الموجات فوق الصوتية بالاستفادة من تأثير الكهرباء الانضغاطية خاصة بيير كوري. في الحرب العالمية الأولى، بدأ العمل على استخدام هذه الأصوات لاكتشاف الغواصات عبر تحديد الموقع بصدى الصوت. مع ذلك، كانت الحرب قد انتهت بحلول الوقت الذي أصبح فيه عمله قابلًا للتنفيذ. خلال حياته المهنية، نشر بول لانجفان نظرية النسبية أيضًا في الأوساط الأكاديمية في فرنسا وابتكر ما يُعرف الآن بمفارقة التوأم.
في عام 1898، تزوج من إيما جيان ديسفوسيه، وأنجبا أربعة أطفال، جان، وأندريه، ومادلين، وهيلين.
في عام 1910، قيل إنه كان على علاقة بماري كوري التي كانت أرملة آنذاك؛ وبعد عدة عقود، تزوج حفيده مايكل لانجفان من حفيدتها هيلين لانجفان – جوليوت. اشتُهر أيضًا بكونه خصمًا صريحًا للنازية، وأقالته الحكومة الفيشية من منصبه عقب احتلال ألمانيا النازية للبلاد. أُعيد إلى منصبه لاحقًا في عام 1944. توفي في باريس في عام 1946، بعد عامين من تحرير باريس. دُفن قرب عدة من العلماء الفرنسيين البارزين في مقبرة العظماء في باريس.
في عام 1933، أنجب طفلًا مع الفيزيائية إيليان مونتيل (1898 – 1992)، بول غيلبير لانجفان، الذي أصبح عالم موسيقى مرموقًا. اعتُقلت ابنته، هيلين سولومون -– لانجفان، لضلوعها بنشاطات مقاومة ونجت من عدة معسكرات اعتقال. كانت في قافلة الأسيرات السياسيات الإناث نفسها التي كانت فيها ماري كلود فايانت كوتورييه وشارلوت ديلبو.

## اكتشاف الغواصات
في عامي 1916 و1917، قدم بول لانجفان وتشيلوفسكي براءتي اختراع أمريكيتين تكشفان عن أول كاشف غواصات بالموجات فوق الصوتية باستخدام طريقة كهروستاتيكية (مكثف الغناء) في إحداهما وبلورات الكوارتز الرقيق في الثانية. استُخدمت المدة الزمنية التي تستغرقها الإشارة حتى تصل إلى غواصة العدو وترتد إلى السفينة التي نُصب عليها الجهاز لحساب المسافة تحت الماء.
في عام 1916، كشف إرنست رذرفورد، الذي كان يعمل في المملكة المتحدة مع طالب الدكتوراه السابق لديه روبرت ويليام بويل، عن أنهما كانا يطوران كاشفًا من الكوارتز الكهربائي الانضغاطي لكشف الغواصات. أُلحق تطبيق لانجفان الناجح لاستخدام الكهربائية الانضغاطية في توليد الموجات فوق الصوتية وكشفها بالمزيد من التطوير.

## مؤتمر سولفاي
شارك بول لانجفان في مؤتمر سولفاي الخامس للفيزياء سنة 1927
| المشاركون في مؤتمر سولفاي الخامس للفيزياء سنة 1927 انقر على وجه كل عالم للمزيد |
| الصف الخلفي (من اليسار إلى اليمين): أوغوست بيكارد، إيميل هنريوت، بول إهرنفست، إدوارد هرتزن، تيوفيل دو دوندر، إروين شرودنغر، يولس-إيميل فيرشافت، فولفغانغ باولي، فيرنر هايزنبيرغ، رالف فاولر، ليون برويون. |
| الصف في الوسط (من اليسار إلى اليمين):بيتر ديباي، مارتن كنودسن، وليم لورنس براغ، هندريك أنتوني كرامرز، بول ديراك، آرثر كومبتون، لويس دي بروي، ماكس بورن، نيلز بور.                                         |
| الصف الأمامي (من اليسار إلى اليمين):إرفينغ لانغموير، ماكس بلانك، ماري كوري، هندريك أنتون لورنتس، ألبرت أينشتاين، بول لانجفان، تشارلز أوجين غاي، تشارلز ويلسون، أوين ريتشاردسون.                           |

## روابط خارجية
- بول لانجفان على موقع إن إن دي بي (الإنجليزية)